# Juniperus jarkendensis
Juniperus jarkendensis ist eine Pflanzenart aus der Familie der Zypressengewächse (Cupressaceae). Sie ist in Mittelasien heimisch. Sie wird von einigen Autoren als Synonym von Juniperus semiglobosa angesehen.

## Beschreibung
Juniperus jarkendensis wächst als immergrüner Strauch, der Wuchshöhen von 20 bis 50 Zentimetern erreichen kann. Die dunkelgrünen, schuppenartigen Blätter werden 1 bis 1,5 Millimeter lang. Die Beerenzapfen tragen drei bis vier Samenkörner.

## Verbreitung und Standort
Das natürliche Verbreitungsgebiet von Juniperus jarkendensis umfasst Russland, Kasachstan sowie die chinesischen Autonomen Gebiete Xinjiang und Tibet.
Juniperus jarkendensis gedeiht in Höhenlagen von 2800 bis 3000 Metern.

## Systematik
Die Erstbeschreibung als Juniperus jarkendensis erfolgte 1925 durch Wladimir Leontjewitsch Komarow in "Botanicheskie Materialy Gerbariya Glavnogo Botanicheskogo Sada RSFSR", Band 4, Seite 181. Die Art wird von einigen Autoren als Synonym von Juniperus semiglobosa Regel angesehen. Synonyme für Juniperus jarkendensis Kom. sind Juniperus sabina var. jarkendensis (Kom.) Silba und Sabina vulgaris var. jarkendensis (Kom.) Cheng-yuan Yang.

## Gefährdung und Schutz
Juniperus jarkendensis wird nicht in der Roten Liste der IUCN gelistet.